# INSTEAD
INSTEAD (англ. IN — INterpreter, англ. STEAD — Simple TExt ADventure) — програма-інтерпретатор для простих текстографічних пригодницьких ігор. Є платформою для програвання любительських квестів, що є сумішшю візуальної новели та текстового квесту. Ігри для цього ігрового рушія пишуться переважно російською мовою.

## Історія
Першу публічну версію INSTEAD 0.7.4 було випущено для операційної системи Linux 20 лютого 2009.
22 лютого 2010 року з'явився модуль, що дозволяє запускати URQ-ігри, починаючи з версії INSTEAD 1.1.3.
2011 року написана для INSTEAD пригодницька гра «Маєток» (рос. Особняк) за авторством Петра Косих отримала премію за досягнення в інтерактивній літературі російською мовою «Золотий Хом'як» у номінації «Найкращі загадки».
Станом на 31 липня 2012 тільки в офіційному репозиторії INSTEAD налічувалося понад півсотні ігор.

### Портування
Спочатку INSTEAD розроблявся для Linux, але пізніше, завдяки підтримці учасників проекту, його було портовано на такі операційні системи:
- Windows — 31 травня 2009 року. Автор: Ілля Риндін.
- Mac OS X — 5 серпня 2010 року.
- Haiku — 13 вересня 2010 року. Автор: Герасим Троєглазов.
- Windows Mobile та Maemo — 27 вересня 2010 року.
- Android — 1 жовтня 2010 року. Автор: Махно Олексій.

## Особливості
- Всі охочі можуть створити свій квест, для цього бажано щонайменше початкове знання скриптової мови програмування Lua. Детальна документація до програми російською мовою та курс відеоуроків допоможуть освоїти процес написання ігор навіть тим, хто далекий від програмування.
- Крім текстового, також програє графічний і музичний супровід.
- За допомогою модуля відтворює URQ[ru]-ігри.
- Здатний до відтворення квестів із ігор Космічні рейнджери[ru] та Космічні рейнджери 2: Домінатори[ru], а також будь-яких квестів, написаних за допомогою редактора TGE для цих ігор.
- Можливості для різного оформлення інтерфейсу, а також зміни тем у грі «на льоту».
- Можливість повноекранного відображення.
- Гнучке налаштування параметрів.
- Режим навчання.
- Керування клавіатурою чи мишею.
- Підтримка реагування на клацання мишею по визначеній області на картинці.

У грі «Втеча з туалету» (рос. Побег из туалета, англ. Escape the toilet) використовуються тривимірні зображення, що ефектно імітують інтерфейс сучасних комп'ютерних квестів. Це перша створена для INSTEAD гра з такою особливістю.
2010 року вийшла в світ гра «Карантин», що стала найяскравішим зразком INSTEAD-проекту з нелінійним сюжетом. У грі присутні випадкові події, багато варіантів кінцівок, а також те, що «негативні» та «позитивні» персонажі кожен раз обираються довільним чином.
6 вересня 2010 року відбулася важлива з погляду функціональності та перспективи розвитку рушія історична подія — вийшла гра-збірник пасьянсів «Instead Solitaire» (для INSTEAD з версії 1.2.0). Таким чином, тепер можна розглядати INSTEAD не тільки як застосунок для запуску текстових квестів, а й як багатофункціональну ігрову платформу.
14 липня 2011 року з'явилася перша версія INSTEAD для Adobe Flash. Так, наприклад, уже можна пограти у «Повернення квантового кота» (рос. Возвращение квантового кота) просто у своєму браузері.
10 квітня 2022 року засновник проєкту у особистому блозі висловив підтримку збройному нападу Росії на Україну.